# Gare de Kaiserlei
La gare de Kaiserlei (en allemand Bahnhof  Kaiserlei) est une gare ferroviaire de la commune allemande de Offenbach-sur-le-Main (Land de Hesse), ouverte en 1995 sur la ligne souterraine de Mühlberg jusqu'à Offenbach-sur-le-Main.

## Historique
Le tunnel du S-Bahn à Offenbach a été mis en service le 23 mai 1995, après un début des travaux en 1988. La gare est nommée après le quartier de Kaiserlei, qui est limitrophe de la ville de Francfort et est une importante zone d'activité économique, avec par exemple des bureaux de Siemens et Areva.

## La gare
C'est une des trois gares souterraines situées dans le city tunnel d'Offenbach. Elle se situe à cheval sur les zones tarifaires de Francfort et d'Offenbach. Près de la station se trouve le siège du service météorologique d'Allemagne (Deutscher Wetterdienst).

## Service voyageurs

### Desserte
La gare est desservie par les lignes S1, 2, 8 et 9 du S-Bahn Rhin-Main.